# Nanette
Nanette är en tysk romantisk komedifilm från 1939 i regi av Erich Engel. Manuset skrevs av Jochen Huth. Filmen var en av många Engel gjorde där Jenny Jugo hade huvudrollen. I Sverige hade filmen premiär i maj 1940.

## Rollista
- Jenny Jugo - Nanette Düwaldt
- Hans Söhnker - Alexander Patou
- Hans Schwarz Jr. - Gustav
- Olga Limburg - frau Klose
- Karl Hannemann - portier
- Hans Stiebner - Julius
- Siegfried Breuer - skådespelare
- Anton Pointner - skådespelare